# تقنيات الإبداع

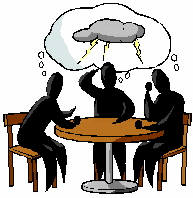

أساليب وتقنيات الابتكار creativity techniques هي تلك الأساليب التي تشجع المرء وتحفزّه على الإبداع، سواء في الفنون أو العلوم. وهي تتناول عددًا من الجوانب المتنوعة المتعلقة بالإبداع و الابتكار، وتشمل طرق ووسائل توليد الأفكار والتفكير التباعدي divergent thinking، وطرق إعادة تأطير المشكلات في أسيقة جديدة، والتغيير في البيئة الشعورية والمزاجية الخ. وتُستخدم هذه الأساليب كخطوة من خطوات حل المشكلات أو التعبير الفني أو علاج الاضطرابات النفسية والسيكولوجية. وتستلزم بعض هذه الأساليب وجود مجموعات مؤلفة من شخصين أو أكثر فيما أساليب أخرى يكفي لها فرد واحد. ومن بين أساليب وتقنيات الابتكار الألعاب اللفظية والتدريبات التحريرية والأنواع المختلفة من الارتجال أو اللوغاريتمات في معالجة المشكلات والمسائل. وهناك أيضًا الأساليب الصدفوية والتي تستغل العشوائية وهي من الأساليب الشائعة كذلك.

## خطوات الإبداع

### الروتين اليومي
إن وضع روتين يومي لممارسة خطوات أهدافك يعزز قدرتك على تحقيقها . فالممارسة اليومية حتى ولو لم تكن كما تريد فهي تعزز خلق فكرة جديدة يوم بعد يوم .

### الفراغ و الإنعزال
أوقات الفراغ يمكن استثمارها في تنمية و تطوير مهارات كثيرة و هو الوقت المناسب للإبداع و الابتكار . بالإضافة إلى وقت الإنعزال عن الآخرين ، فهذه الأوقات هي الفرص الثمينة لك نحو الإبداع والابتكار . و ذلك لأن الإبداع يتطلب طاقة فكرية أو جسدية و راحة نفسية .

### تنظيم الأفكار
و
و هذه الخطوة تعتمد على حفظ كل فكرة جديدة حتى ولو كانت بسيطة ، ففكرة تلو الأخرى توصلنا إلى الإبداع .

### لا تبحث عن الكمال
أي فكرة تأتي لك لن تكون سيئة و لن تكون كاملة مئة بالمئة. بل نظم افكارك و اعمل على النقص فيها لتطويرها و تحسينها . و يمكن أن تكون الأفكار مكملة لبعضها.

## الأساليب الصدفوية
العشوائية أو الصدفوية aleatory technique هي إدخال عنصر الصدفة والحظ في مجال معين. وينتشر استخدام هذا الأسلوب في الموسيقى والفنون والآداب، وخاصة في الشعر. ففي مجال السينما مثلاً، أخرج (آندي فودا) فيلمًا في عام 1979 أسماه "الحظ يغني"، وقد أخذ قرار إنتاجه بناء على نتيجة لعبة نرد. وفي الموسيقى، وضع (جون كيج)، وهو من طلائع الموسيقيين، ألحانه الموسيقية بتركيب خرائط النجوم على النوتات الموسيقية بحيث تتداخل فيما بينها وتوحي له بالأفكار الموسيقية، وبلعب النرد، وبإعداد القطع الموسيقي مفتوحة النهايات التي تعتمد على القرارات اللحظية للعازفين. ومن الوسائل الأخرى في ممارسة العشوائية إلقاء العملة ومعرفة الوجه الذي استقرت عليه، أو التقاط ورقة عشوائية من قبعة، أو اختيار كلمات عشوائية من القاموس.
والخلاصة أن الصدفة أو العشوائية هي وسيلة يمكن توظيفها إبداعيًا واستخدامها في طرح الأفكار والرؤى الجديدة.
للمزيد:
http://yepls.com/

## الارتجال
الارتجال هو عملية إبداعية تكون بالقول أو بالكتابة أو بالتأليف بدون أي إعداد مسبق.
وقد يؤدي الارتجال (والذي يسمى بالإنجليزية improvisation وأحيانًا extemporization) لاكتشاف طرق جديدة في الفعل أو اكتشاف أنماط جديدة من التفكير والممارسة، وقد يؤدي لاكتشاف تصورات جديدة للأمور. ويُستخدم الارتجال في إبداع الموسيقى و المسرح وغيرها من الأشكال الفنية. ويستخدم الكثير من الفنانون أيضًا الوسائل الارتجالية لكي تعينهم على الإبداع.
وهناك طريقتان مشهورتان للابتكار الفني:
- المسرح الارتجالي: وهو أحد الأنواع المسرحية التي يستعين فيها الممثلون بطرق التمثيل المرتجلة للتمثيل على نحو أكثر تلقائية. وتُدرس الكثير من هذه الوسائل الارتجالية ضمن مقررات الدراما، حيث تعتبر المهارات الأساسية مثل الإصغاء والوضوح والثقة والتمثيل بشكل غريزي وتلقائي مهارات مهمة يجب تنميتها لدى الممثلين.[2]
- الارتجال الحُرّ: ويُقصد به التأليف أو التلحين من وحي اللحظة، حيث يقوم الموسيقيون من كافة المدارس الموسيقية بارتجال الموسيقى؛ ولا تقتصر هذه الموسيقى المرتجلة على لون موسيقي معين. ومن الموسيقيين المعاصرين المعروف عنهم هذا الأسلوب (أنطوني براكستون) و(سيسيل تيلور). فمن خلال هذه المهارة، يستطيع الموسيقيون أن ينموا لدى أنفسهم التلقائية والطلاقة.[3]

وكل نوع من أنواع الارتجال يحسن المهارات التفكيرية والتمثيلية للممثل من غير الحاجة لممارسات معينة. وهناك أسلوب مشابه يُطلق عليه اسم الانسلاخ alienation. ونظرًا لأن إحدى هذه الأساليب تستعين بممثلين لم يتدربوا أو حتى قرءوا المسرحية، فيقع هنا على عاتق الممثلين بناء الحبكة وابتداء المسرحية وإنهاءها من وحي اللحظة، مع محاولة الحفاظ على تماسك الشخصيات.

## حل المشكلات
ومن أبسط وسائل الارتجال في حل المشكلات هي محاولة تلمس حلول للمشكلة عن طريق الاختيار العشوائي لأي كلمة واستخدامها للإيحاء بالحل. فعندما يواجه الشخص مشكلة معينة، فإنه يختر أي كلمة أمامه بشكل عشوائي، ويأمل بذلك أن يحصل على حل للمشكلة من واقع الارتباطات الذهنية التي قد تنشأ بين هذه الكلمة وبين المشكلة. وليس بالضرورة أن يأتي الحل من الكلمات العشوائي، فقد يأتي من صور أو أصوات أو مقالات عشوائية، فكلها يمكنه أن يثير الذهن ويحفزه على إيجاد الحلول المبتكرة.

## وصلات خارجية
- Creativity Techniques - an A to Z
- تقنيات ذكية
- http://yepls.com/